# Fontaine Maubuée
La fontaine Maubuée est une fontaine située dans le 4e arrondissement de Paris. C'est une des plus anciennes fontaines parisiennes. Elle est mentionnée dans les lettres patentes du 9 octobre 1392 par lesquelles Charles VI essaya de mettre un terme aux concessions particulières accordées ou usurpées sur les eaux de Paris. Le nom « Mau buée », signifiant « mauvaise buée » ou « mauvaise lessive », aurait été donné à cette fontaine en raison de la mauvaise qualité de ses eaux provenant des sources de Belleville.
Selon la Commission du Vieux Paris, le nom provient d'Hugues Maubué. Celui-ci fit, au XIIIe siècle, une fondation au prieuré Saint-Martin-des-Champs dans la censive où se situe la rue de la fontaine-Maubuée.

## Historique
Une première fontaine Maubuée existait dès la fin du XIVe siècle, à l'angle de la rue Saint-Martin et de la rue Simon-le-Franc, attenante à une maison dont la ville était propriétaire. Elle était destinée à alimenter en eaux certaines concessions particulières, à partir de l'aqueduc de Belleville. À partir de 1673, elle reçoit une partie de l'eau issue de la pompe du pont Notre-Dame. 
La fontaine actuelle a été reconstruite par Jean Beausire et son fils, Jean-Baptiste Augustin Beausire, en 1733, à l'angle de la rue Saint-Martin et de la rue Maubuée. Elle est décorée d’un bas-relief du XVIIIe siècle représentant un vase rocaille, entouré de roseaux et de plantes aquatiques dans sa partie basse, surmontée d'un cartouche rectangulaire destiné à recevoir une inscription (jamais gravée), lui-même placé sous un larmier mouluré orné d'un écusson ovale aujourd'hui sans inscription. La face latérale de la fontaine présente un panneau dénué de décor, mais également surmonté d'un larmier mouluré orné de la nef de la ville de Paris, sous la forme d'un navire à trois mâts et deux ponts percés de sabords. 
La fontaine est démontée en 1930 lors de la destruction de l'îlot insalubre n° 1 (emplacement occupé aujourd'hui par le Centre Georges-Pompidou) et déposée derrière l'église Saint-Julien-le-Pauvre.
Elle est remontée en 1977 (à l'occasion des travaux du plateau Beaubourg) à son emplacement actuel, à l'angle de la rue Saint-Martin et de la rue de Venise, et de nos jours l'eau n'y coule plus.

## Mention littéraire
La fontaine Maubuée a été chantée par François Villon en 1461 dans son Testament :

« A Maubué sa gorge arrouse (Qu'il arrose sa gorge à la fontaine Maubué) »

— Testament, vers 1076.